# فهرست نقش‌آفرینی‌های بهروز وثوقی
بهروز وثوقی (زادهٔ ۲۰ اسفند ۱۳۱۶ در خوی) ستاره سینما و تئاتر اهل ایران است. او برادر چنگیز وثوقی و شهراد وثوقی است که هر دو در ایران به کار هنرپیشگی مشغول‌اند. وثوقی قبل از بازیگری در سینما، کارمند ادارهٔ دارایی و بعد دوبلور و گویندهٔ رادیو تلویزیون بود. بهروز وثوقی محبوبیتی افسانه‌ای میان مردم و سینمادوستان دارد، و یکی از محبوب‌ترین چهره‌های سینمای ایران بوده‌است.
بهروز وثوقی در آثار کارگردانان نامداری چون ساموئل خاچیکیان، ناصر تقوایی، امیر نادری، فریدون گُله، مسعود کیمیایی، خسرو هریتاش، علی حاتمی، ژان نگولسکو، رضا بدیعی، شیرین نشاط، جیمز فارگو، بهمن قبادی، جلال مقدم و شاپور قریب بازی کرده و در موفقیت بهترین فیلم‌های مسعود کیمیایی همچون قیصر، گوزن‌ها، داش آکل، رضا موتوری و خاک تأثیر فراوان داشته‌است.
او در طول فعالیت هنری‌اش بارها نامزد و برنده جوایز جشنواره‌های مختلف شد که از مهم‌ترین آن‌ها می‌توان به کسب دو مجسمهٔ سپاس بهترین بازیگر نقش اول مرد برای فیلم‌های قیصر و رضا موتوری، و جایزهٔ بز بالدار جشنواره جهانی فیلم تهران برای فیلم گوزنها اشاره کرد. بهروز وثوقی به‌خاطر نقش شمایل‌وارش در فیلم قیصر از سوی سینمادوستان ایرانی به «قیصر سینمای ایران» ملقب شده‌است.

## سینما
| سال       | نام فیلم                                      | نقش                | کارگردان              | گویندگان        |  |
| --------- | --------------------------------------------- | ------------------ | --------------------- | --------------- |  |
| ۱۳۹۱      | فصل کرگدن                                     | شاعر               | بهمن قبادی            | خودش            |  |
| ۱۳۵۷      | نفس بریده                                     | نبی                | سیروس الوند           | چنگیز جلیلوند   |  |
| ۱۳۵۶      | کاروانها (مشترک با ایالات متحده آمریکا)       | سرهنگ نصرالله      | جیمز فارگو            | حسین عرفانی     |  |
| ۱۳۵۶      | سوته دلان                                     | مجید دو کله        | علی حاتمی             | منوچهر اسماعیلی |  |
| ۱۳۵۵      | ملکوت                                         | دکتر حاتم          | خسرو هریتاش           | احتمالا خودش    |  |
| ۱۳۵۵      | ماه عسل                                       | رضا                | فریدون گله            | چنگیز جلیلوند   |  |
| ۱۳۵۵      | بت‌شکن                                         | علی                | شاپور قریب            | چنگیز جلیلوند   |  |
| ۱۳۵۵      | بت                                            | صادق               | ایرج قادری            | چنگیز جلیلوند   |  |
| ۱۳۵۴      | همسفر                                         | علی                | مسعود اسداللهی        | چنگیز جلیلوند   |  |
| ۱۳۵۴      | کندو                                          | ابی                | فریدون گله            | چنگیز جلیلوند   |  |
| ۱۳۵۴      | ذبیح                                          | ذبیح               | محمد متوسلانی         | چنگیز جلیلوند   |  |
| ۱۳۵۳      | گوزن‌ها                                        | سید رسول           | مسعود کیمیایی         | خودش            |  |
| ۱۳۵۳      | ممل آمریکائی                                  | ممل                | شاپور قریب            | چنگیز جلیلوند   |  |
| ۱۳۵۳      | سازش                                          | جواد / دکتر رستگار | محمد متوسلانی         | خودش            |  |
| ۱۳۵۲      | نفرین                                         | نقاش               | ناصر تقوایی           | منوچهر اسماعیلی |  |
| ۱۳۵۲      | گرگ بیزار                                     | آهنگر              | مازیار پرتو           | خودش            |  |
| ۱۳۵۲      | خاک                                           | صالح               | مسعود کیمیایی         | منوچهر اسماعیلی |  |
| ۱۳۵۲      | تنگسیر                                        | زائر محمد          | امیر نادری            | خودش            |  |
| ۱۳۵۱      | غریبه                                         | قاسم سیاه          | شاپور قریب            | منوچهر اسماعیلی |  |
| ۱۳۵۱      | دشنه                                          | عباس چاخان         | فریدون گله            | چنگیز جلیلوند   |  |
| ۱۳۵۱      | بلوچ                                          | بلوچ               | مسعود کیمیایی         | منوچهر اسماعیلی |  |
| ۱۳۵۰      | یک مرد یک شهر                                 | سروان شرفی         | امیر شروان            | منوچهر اسماعیلی |  |
| ۱۳۵۰      | فرار از تله                                   | مرتضی              | جلال مقدم             | چنگیز جلیلوند   |  |
| ۱۳۵۰      | رشید                                          | رشید               | پرویز نوری            | منوچهر اسماعیلی |  |
| ۱۳۵۰      | داش‌آکل                                        | داش آکل            | مسعود کیمیایی         | منوچهر اسماعیلی |  |
| ۱۳۴۹      | لیلی و مجنون                                  | قیس                | سیامک یاسمی           | چنگیز جلیلوند   |  |
| ۱۳۴۹      | قهرمانان (مشترک با ایالات متحده آمریکا)       | جهان               | ژان نگولسکو           | خودش            |  |
| ۱۳۴۹      | طوقی                                          | آسید مرتضی         | علی حاتمی             | چنگیز جلیلوند   |  |
| ۱۳۴۹      | رضا موتوری                                    | رضا موتوری/فرخ     | مسعود کیمیایی         | منوچهر اسماعیلی |  |
| ۱۳۴۹      | دور دنیا با جیب خالی                          |                    | خسرو پرویزی           | چنگیز جلیلوند   |  |
| ۱۳۴۹      | پنجره                                         | سهراب              | جلال مقدم             | منوچهر اسماعیلی |  |
| ۱۳۴۸      | قیصر                                          | قیصر               | مسعود کیمیایی         | منوچهر اسماعیلی |  |
| ۱۳۴۸      | دنیای آبی                                     |                    | صابر رهبر             | منوچهر اسماعیلی |  |
| ۱۳۴۸      | دزد سیاهپوش                                   | حسین سیمرغ         | امیر شروان            | منوچهر زمانی    |  |
| ۱۳۴۷      | هنگامه                                        | سرهنگ بهزاد        | ساموئل خاچیکیان       | منوچهر زمانی    |  |
| ۱۳۴۷      | من هم گریه کردم                               | بهزاد              | ساموئل خاچیکیان       | منوچهر زمانی    |  |
| ۱۳۴۷      | گرداب گناه                                    | بهروز              | مهدی رئیس فیروز       | منوچهر زمانی    |  |
| ۱۳۴۷      | دشت سرخ                                       | بهرام              | حکمت آقانیکیان        | منوچهر زمانی    |  |
| ۱۳۴۷      | تنگه اژدها                                    | پسرخان             | سیامک یاسمی           | منوچهر زمانی    |  |
| ۱۳۴۷      | بیگانه بیا                                    | امیرمحمود          | مسعود کیمیایی         | منوچهر اسماعیلی |  |
| ۱۳۴۷      | بر آسمان نوشته                                | احمد               | ابراهیم زمانی آشتیانی | منوچهر زمانی    |  |
| ۱۳۴۶      | وسوسه شیطان                                   |                    | محمد زرین دست         | منوچهر زمانی    |  |
| ۱۳۴۶      | زنی به نام شراب                               | محسن               | امیر شروان            | منوچهر زمانی    |  |
| ۱۳۴۶      | دالاهو                                        | برزو               | سیامک یاسمی           | منوچهر زمانی    |  |
| ۱۳۴۶      | ایمان                                         | مهندس              | مهدی رئیس فیروز       | چنگیز جلیلوند   |  |
| ۱۳۴۵      | هاشم خان                                      | علی                | محمد زرین دست         | منوچهر اسماعیلی |  |
| ۱۳۴۵      | خداحافظ تهران                                 | بهروز              | ساموئل خاچیکیان       | منوچهر زمانی    |  |
| ۱۳۴۵      | بیست سال انتظار                               | مجید               | مهدی رئیس فیروز       | چنگیز جلیلوند   |  |
| ۱۳۴۵      | امروز و فردا                                  | بهروز              | عباس شباویز           | چنگیز جلیلوند   |  |
| ۱۳۴۴      | عروس دریا                                     | چنگیز              | آرمان هوسپیان         | خودش            |  |
| ۱۳۴۴      | دزد بانک                                      | بهروز/عباس         | اسماعیل کوشان         | خودش            |  |
| ۱۳۴۳      | لذت گناه                                      | جبار               | سیامک یاسمی           | خودش            |  |
| ۱۳۴۳      | دختر ولگرد                                    | پرویز              | آرامائیس آقامالیان    | خودش            |  |
| ۱۳۴۲      | فرشته‌ای در خانه من                            | پسر خانواده        | آرامائیس آقامالیان    | خودش            |  |
| ۱۳۴۱      | گل گمشده                                      | غفار               | عباس شباویز           | خودش            |  |
| ۱۳۴۰      | صد کیلو داماد                                 | داماد خانواده      | عباس شباویز           | خودش            |  |
| ۱۹۷۸/۱۳۵۷ | گربه در قفس (در ایالات متحده)                 |                    | محمد زرین دست         |                 |  |
| ۱۹۷۸/۱۳۵۷ | وقت گردش‌کننده (در ایالات متحده)               |                    | تام کندی              |                 |  |
| ۱۹۸۰/۱۳۵۹ | دفینه (در ایالات متحده)                       | ساحل               | تام کندی              |                 |  |
| ۱۹۸۰/۱۳۵۹ | ابوالهول (در مصر)                             |                    | فرانک شفنر            |                 |  |
| ۱۹۸۳/۱۳۶۲ | گروگان (در آلمان غربی)                        |                    |                       |                 |  |
| ۱۹۸۶/۱۳۶۵ | چشمهایش (در آلمان غربی)                       |                    |                       |                 |  |
| ۱۹۹۰/۱۳۶۹ | ترور در بورلی هیلز                            |                    | جان مایهرس            |                 |  |
| ۱۹۹۰/۱۳۶۹ | وحشت در بورلی هیلز                            |                    | جان مایهرس            |                 |  |
| ۱۹۹۰/۱۳۶۹ | تهدید (در ایالات متحده)                       |                    | سیروس نورسته          |                 |  |
| ۱۹۹۹/۱۳۷۸ | عبور (در هلند - بلژیک)                        |                    | نورا هوپ              |                 |  |
| ۲۰۰۴/۱۳۸۳ | پل‌های شکسته                                   |                    | رفیق پویا             |                 |  |
| ۲۰۰۵/۱۳۸۴ | زرین                                          | عبدول              | شیرین نشاط            |                 |  |
| ۲۰۰۶/۱۳۸۵ | شب‌های اضطراب (در آلمان غربی)                  |                    | محمد ناطق             |                 |  |
|           | ۲ اسب نر (نیمه تمام)                          |                    | فرانسیس فورد کاپولا   |                 |  |
| ۲۰۱۱/۱۳۹۰ | فصل گرگدن (در ترکیه)                          |                    | بهمن قبادی            |                 |  |
|           | آشغال های دوست داشتنی (نسخه اصلی*             |                    | محسن امیریوسفی        |                 |  |
|           | مجموعه تلویزیونی بلبل (در ایالات متحده)       |                    | رضا بدیعی             |                 |  |
|           | مجموعه تلویزیونی تاج فالکون (در ایالات متحده) |                    | رضا بدیعی             |                 |  |

## نمایش
| سال  | نام نمایش                 | نویسنده         | مترجم     | کارگردان        | توضیحات | منبع |
| ---- | ------------------------- | --------------- | --------- | --------------- | ------- | ---- |
| ۱۳۹۴ | پروانه‌ای در مشت           | ایرج جنتی عطایی |           | ایرج جنتی عطایی |         |      |
| ۱۳۹۲ | یک رؤیای خصوصی            | ایرج جنتی عطایی |           | ایرج جنتی عطایی |         |      |
| ۱۳۹۲ | رستمی دیگر اسفندیاری دیگر | سیاوش اوستا     |           | سیاوش اوستا     |         |      |
| ۱۳۵۷ | موضوع جدی نیست            | لوئیجی پیراندلو | ایرج انور | ایرج انور       |         |      |